# هدف تنوع زیستی ۲۰۱۰
هدف تنوع زیستی ۲۰۱۰، یک هدف کلی حفاظتی بود که در چارچوب کنوانسیون تنوع زیستی (CBD) و توسط کشورهای عضو آن تعیین شد. این هدف با هدف متوقف کردن روند نگران‌کنندهٔ کاهش تنوع زیستی در سطح جهانی تا پایان سال ۲۰۱۰ تدوین شده بود. بر اساس این هدف، دولت‌ها متعهد شدند که اقدامات ملموسی در جهت حفاظت از گونه‌ها، زیستگاه‌ها و خدمات اکوسیستمی انجام دهند. با این حال، ارزیابی‌های بین‌المللی نشان داد که جهان تا حد زیادی در رسیدن به این هدف شکست خورد و فشارهای انسانی همچنان تهدیدی جدی برای اکوسیستم‌های طبیعی باقی ماند.

## تاریخچه هدف تنوع زیستی ۲۰۱۰
این سند برای اولین بار توسط سران کشورهای عضو اتحادیه اروپا در اجلاس سران اتحادیه اروپا در گوتنبرگ، سوئد، در ژوئن ۲۰۰۱ تصویب شد. آنها تصمیم گرفتند که «کاهش تنوع زیستی باید با هدف دستیابی به این هدف تا سال ۲۰۱۰ متوقف شود».
یک سال بعد، ششمین کنفرانس کشورهای عضو کنوانسیون تنوع زیستی، طرح استراتژیک کنوانسیون را در تصمیم VI/26 تصویب کرد. در این تصمیم آمده است: «اعضا خود را به اجرای مؤثرتر و منسجم‌تر سه هدف کنوانسیون متعهد می‌کنند تا سال ۲۰۱۰ به کاهش قابل توجه نرخ فعلی از بین رفتن تنوع زیستی در سطح جهانی، منطقه‌ای و ملی به عنوان کمکی برای کاهش فقر و به نفع تمام حیات روی زمین دست یابند.»
اجلاس جهانی توسعه پایدار که در سال ۲۰۰۲ در ژوهانسبورگ برگزار شد، هدف تنوع زیستی ۲۰۱۰ را تأیید کرد و خواستار «دستیابی به کاهش قابل توجه در نرخ فعلی از دست دادن تنوع زیستی تا سال ۲۰۱۰» شد.
در سال ۲۰۰۳، وزرای محیط زیست و روسای هیئت‌های نمایندگی ۵۱ کشور در منطقه کمیسیون اقتصادی سازمان ملل متحد برای اروپا (UNECE)، قطعنامه کیف در مورد تنوع زیستی را در پنجمین کنفرانس وزیران «محیط زیست برای اروپا» تصویب کردند و تصمیم گرفتند «هدف خود را برای متوقف کردن از بین رفتن تنوع زیستی در تمام سطوح تا سال ۲۰۱۰ تقویت کنند».
تا سال ۲۰۰۶، کشورهای زیر به‌طور گسترده در ایجاد برنامه‌های اقدام تنوع زیستی انفرادی مشارکت داشته‌اند: تانزانیا، نیوزیلند، بریتانیای کبیر و ایالات متحده آمریکا، که در ایالات متحده آمریکا «طرح‌های بازیابی گونه‌ها» نامیده می‌شوند.

## پیشرفت در سطح اروپا
ریاست جمهوری ایرلند در سال ۲۰۰۴، کنفرانس مهمی با حضور ذینفعان در مورد هدف تنوع زیستی ۲۰۱۰ برگزار کرد که منجر به تدوین نقشه راه دقیقی برای سال ۲۰۱۰ با عنوان «پیام مالاهید» شد. همزمان، تعدادی از سازمان‌ها به هم پیوستند تا ابتکار شمارش معکوس ۲۰۱۰ را برای حمایت از پیشرفت به سوی هدف تنوع زیستی ۲۰۱۰ آغاز کنند.
در ۲۲ مه ۲۰۰۶، کمیسیون اروپا «ارتباطات تنوع زیستی» خود را به عنوان ابزاری اجرایی برای دستیابی به هدف تنوع زیستی ۲۰۱۰ راه‌اندازی کرد.

## پیشرفت در کنوانسیون تنوع زیستی
تصمیمات بعدی کنوانسیون تنوع زیستی (CBD) به تعیین شاخص‌ها (به: مشارکت شاخص‌های تنوع زیستی مراجعه کنید) برای آزمایش فوری و استفاده احتمالی و همچنین توسعه بیشتر برنامه‌های کاری برای اجرای هدف، ادامه یافت.

## چالش‌های پیش روی دستیابی به هدف تنوع زیستی سال ۲۰۱۰
این تصمیم این سؤال را مطرح می‌کند که چگونه می‌توان میزان از دست رفتن تنوع زیستی را اندازه‌گیری کرد تا بتوان ارزیابی کرد که آیا کشورهای عضو کنوانسیون به هدف خود دست یافته‌اند یا خیر.